# Berea (Kentucky)
Berea è una città degli Stati Uniti d'America, situata nello Stato del Kentucky, nella contea di Madison.